# Levende ord 2 - miljø og udvikling
Levende ord 2 - miljø og udvikling er en film instrueret af Dola Bonfils efter manuskript af Knud Vilby.

## Handling
For hvert menneske, der dør i trafikken i Delhi i Indien, dør der fem af luftforurening forårsaget af trafik... I denne dokumentarfilm mødes den danske journalist og tidligere formand for Mellemfolkeligt Samvirke, Knud Vilby, med den indiske forsker og formidler Anil Agarwal i en dialog om sammenhængen mellem udvikling og miljø. Som grundlægger af Center for Videnskab og Miljø i New Delhi, og redaktør af det ansete tidsskrift »Down to Earth«, er han med til at sætte den internationale dagsorden i globale miljøspørgsmål. Han er en ildsjæl, der betoner det enkelte menneskes ansvar overfor den økologiske balance, men som også understreger de politiske systemers rolle i fremtidens miljøbevarelse.